# Cirsium poluninii
Cirsium poluninii là một loài thực vật có hoa trong họ Cúc. Loài này được P.H.Davis & Parris mô tả khoa học đầu tiên năm 1975.